# Pharochilus punctiger
Pharochilus punctiger es una especie de coleóptero de la familia Passalidae.

## Distribución geográfica
Habita en Nueva Gales del Sur (Australia).